# Алматинский колледж декоративно-прикладного искусства
Алматинский колледж декоративно-прикладного искусства имени Орала Тансыкбаева (каз. Орал Таңсықбаев атындағы Алматы сәндік қолданбалы өнер колледжі) — государственное Техническое и профессиональное образование  в Алматы, Казахстан.

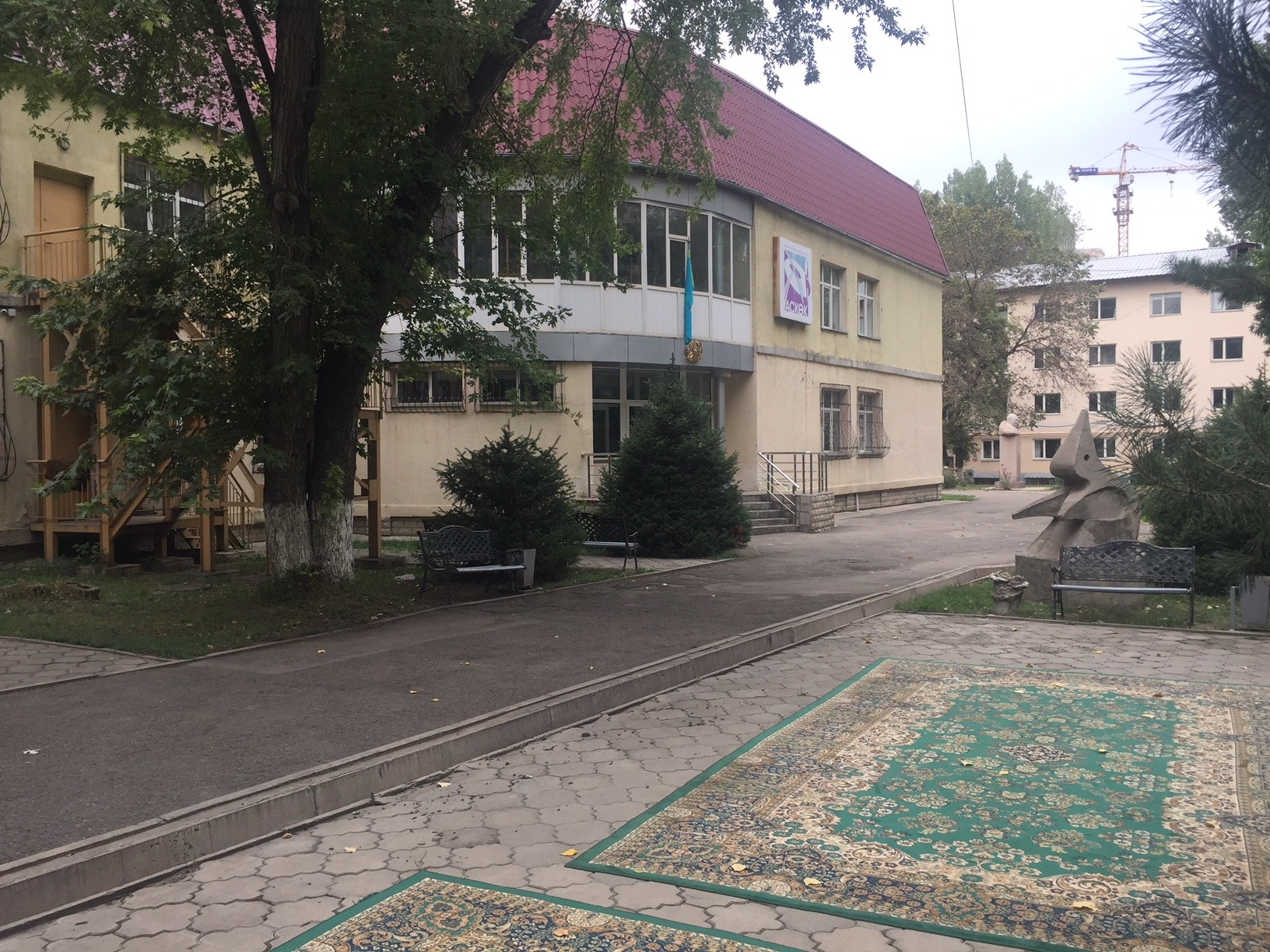
Здание колледжа, 2018

Учебное заведение основано в 1938 году как Республиканская школа художников Казахского отделения СХ СССР. В 1941 году школа художников объединена с театральным училищем и преобразована в Казахское государственное театрально-художественное училище (с 1952 года — имени Н. В. Гоголя), которое в 1954 году переименовано в Алма-Атинское художественное училище имени Н. В. Гоголя.  1992 год - переименование училища в Алматинский колледж декоративно-прикладного искусства имени Орала Тансыкбаева (Постановлением Кабинета Министров от 30 июля 1992 года за №639).
Колледж готовит специалистов среднего звена  по специальностям: Графический и мультимедийный дизайн. Дизайн интерьера. Дизайн одежды. Живопись, скульптура и графика (по видам). Декоративно-прикладное искусство и народные промыслы (по профилям). Театрально-декорационное искусство (по профилю). .